# سیاوش (نیشابور)
سیاوش، نام روستایی از توابع شهرستان نیشابور در استان خراسان ایران بوده است.

## تابعیت
این روستا یکی از روستاهای تابعه دهستان ریوند، دهستان هفتم از دهستان‌های پانزده‌گانه شهرستان نیشابور، بوده است.